# Арефино (Киржачский район)
Арефино — деревня в Киржачском районе Владимирской области России, входит в состав Кипревского сельского поселения. 

## География
Деревня расположена на берегу речки Вахчилка в 8 км на юг от центра поселения деревни Кипрево и в 7 км на северо-восток от райцентра города Киржач.

## История
Деревня впервые упоминается в грамоте царя Ивана Васильевича 1546 года, в сотной выписи 1562 года в ней значилось 6 дворов крестьянских.
В XIX — начале XX века деревня входила в состав Лукьянцевской волости Покровского уезда, с 1926 года — в составе Киржачской волости Александровского уезда. В 1859 году в деревне числилось 37 дворов, в 1905 году — 77 дворов, в 1926 году — 109 дворов.
По данным на 1905 год при деревне располагалась мельница
С 1929 года деревня являлась центром Арефинского сельсовета Киржачского района, с 1940 года — в составе Ефремовского сельсовета, с 1954 года — в составе Желдыбинского сельсовета, с 1959 года — в составе Лукьянцевского сельсовета, с 1971 года — в составе Кипревского сельсовета, с 2005 года — в составе Кипревского сельского поселения.

## Население
| 1859 | 1905 | 1926 | 2002 | 2010 | 2021 |
| ---- | ---- | ---- | ---- | ---- | ---- |
| 230  | ↗447 | ↗520 | ↘17  | ↗18  | ↘10  |